# Élections locales hongkongaises de 2019
Les élections locales hongkongaises de 2019 se déroulent le 24 novembre 2019 pour renouveler 452 des 479 sièges dans les 18 conseils de districts.
Le scrutin intervient dans le contexte des manifestations pro-démocratie en cours depuis plusieurs mois  à Hong Kong. Il constitue un camouflet pour le pouvoir pro-Pékin, en conduisant à l'élection d'une écrasante majorité d'élus pro-démocratie, composés de plusieurs petits partis. Si ces derniers ne disposent que de peu de pouvoirs, leur élection rend caduc l'argument avancé par le pouvoir visant à décrire les manifestants comme l’œuvre d'une minorité agressive faisant subir ses manifestations à une majorité silencieuse favorable à Pékin. Sur les 452 sièges à pourvoir, 388 sont remportés par les candidats pro-démocratie, qui recueillent 57,10 % des suffrages.

## Contexte
La région administrative spéciale chinoise de Hong Kong est secouée par un mouvement de contestation depuis mars 2019 réclamant plus de démocratie. Le scrutin est largement vu comme un référendum sur la gestion de la crise par le gouvernement hong-kongais, pro-chinois.

## Candidats
Deux camps principaux s'affrontent, le camp pro-Pékin et le camp pro-démocratie.

## Déroulement
La participation est en nette hausse. Les manifestations sont suspendues pour le scrutin.
| Heure   | Participation |
| ------- | ------------- |
| 10 h 30 | 10,41 %       |
| 12 h 30 | 30,98 %       |
| 15 h 30 | 47,26 %       |
| 18 h 30 | 60,36 %       |
| 20 h 30 | 66,50 %       |
| 22 h 30 | 71,23 %       |

La participation atteint un taux record de 71 %, contre 47 % lors des élections de 2015.

## Résultats
- Résultats de 2015 : (en) « Election Results (2015) », sur elections.gov.hk

### Évolution en nombre de voix
Élections précédentes :
| ↓              |  |           |
| 581 058        |  | 788 389   |
| Pro-démocratie |  | Pro-Pékin |

Actuelles :
| 1 674 083      |  | 1 233 030 |
| Pro-démocratie |  | Pro-Pékin |

### Évolution en nombre de sièges par camp
Élections précédentes :
| 126            |  | 298       |
| Pro-démocratie |  | Pro-Pékin |

Actuelles :
| 388            |  | 62        |
| Pro-démocratie |  | Pro-Pékin |

### Résultats par partis
|                                   |                                                                                      | Parti Démocratique                                                   | 362 275   | 12,36  | 91  |  |  |
|                                   | Parti civique                                                                        | 141 713                                                              | 4,83      | 32     |     |  |  |
|                                   | Néo-démocrates                                                                       | 87 923                                                               | 3,00      | 19     |     |  |  |
|                                   | Association de Hong Kong pour la démocratie et les moyens de subsistance des peuples | 77 099                                                               | 2,63      | 19     |     |  |  |

Carte des résultats par camp : en jaune, le camp pro-démocratie, en bleu le camp pro-Pékin.

|                                   | Pouvoir pour la démocratie                                                           | 69 764                                                               | 2,38      | 17     |     |  |  |
|                                   | Équipe Chu Hoi Dick de New Territories West                                          | 31 369                                                               | 1,07      | 7      |     |  |  |
|                                   | Le parti travailliste                                                                | 28 036                                                               | 0,96      | 7      |     |  |  |
|                                   | Communauté Sha Tin                                                                   | 25 509                                                               | 0,87      | 5      |     |  |  |
|                                   | Marche communautaire                                                                 | 12 100                                                               | 0,41      | 5      |     |  |  |
|                                   | Réseau communautaire Tuen Mun                                                        | 20 086                                                               | 0,69      | 4      |     |  |  |
|                                   | Community Alliance                                                                   | 17 635                                                               | 0,60      | 4      |     |  |  |
|                                   | Quartier et centre de services aux travailleurs                                      | 16 176                                                               | 0,55      | 4      |     |  |  |
|                                   | Tai Po Democratic Alliance                                                           | 13 185                                                               | 0,45      | 4      |     |  |  |
|                                   | Connexion Tin Shui Wai                                                               | 11 627                                                               | 0,40      | 3      |     |  |  |
|                                   | Civic Passion                                                                        | 14 326                                                               | 0,49      | 2      |     |  |  |
|                                   | Tsz Wan Shan Constructive Power                                                      | 10 160                                                               | 0,35      | 2      |     |  |  |
|                                   | Democratic Alliance                                                                  | 9 886                                                                | 0,34      | 2      |     |  |  |
|                                   | Délibération Tsuen Wan                                                               | 9 516                                                                | 0,32      | 2      |     |  |  |
|                                   | Action 18                                                                            | 9 006                                                                | 0,31      | 2      |     |  |  |
|                                   | Tseung Kwan O Pionniers                                                              | 8 989                                                                | 0,31      | 2      |     |  |  |
|                                   | Ligue des sociaux-démocrates                                                         | 8 384                                                                | 0,29      | 2      |     |  |  |
|                                   | Sai Kung Commons                                                                     | 4 677                                                                | 0,16      | 2      |     |  |  |
|                                   | Le pouvoir du peuple                                                                 | 8 149                                                                | 0,28      | 1      |     |  |  |
|                                   | Tsing Yi personnes                                                                   | 4 727                                                                | 0,16      | 1      |     |  |  |
|                                   | Habiliter Hong Kong                                                                  | 5 590                                                                | 0,19      | 1      |     |  |  |
|                                   | Fu Sun Generation                                                                    | 5 486                                                                | 0,19      | 1      |     |  |  |
|                                   | HTTH Environmental Concern Group                                                     | 5 389                                                                | 0,18      | 1      |     |  |  |
|                                   | Plan directeur du district nord                                                      | 5 288                                                                | 0,18      | 1      |     |  |  |
|                                   | Sha Tin Community Vision                                                             | 4 691                                                                | 0,16      | 1      |     |  |  |
|                                   | Je lis Wo United                                                                     | 4 491                                                                | 0,15      | 1      |     |  |  |
|                                   | Groupe Lung Mun Concern                                                              | 4 410                                                                | 0.,15     | 1      |     |  |  |
|                                   | Cheung Sha Wan, front ouest                                                          | 4 281                                                                | 0,15      | 1      |     |  |  |
|                                   | Shau Kei Wan Est avenir                                                              | 4 204                                                                | 0,14      | 1      |     |  |  |
|                                   | Choi Hung Estate Social Service Association                                          | 3 523                                                                | 0,12      | 1      |     |  |  |
|                                   | Pouvoir de l'établissement communautaire de Cheung Sha Wan                           | 3 359                                                                | 0,11      | 1      |     |  |  |
|                                   | Unité de San Hui                                                                     | 3 276                                                                | 0,11      | 1      |     |  |  |
|                                   | Tseung Kwan O Shining                                                                | 3 089                                                                | 0,11      | 1      |     |  |  |
|                                   | Réseau communautaire Tsuen Wan                                                       | 2 788                                                                | 0,10      | 1      |     |  |  |
|                                   | Victoria Social Association                                                          | 2 640                                                                | 0,09      | 1      |     |  |  |
|                                   | Démocrates indépendants et autres                                                    | 609 261                                                              | 20,78     | 134    |     |  |  |
| Total pour le camp pro-démocratie | Total pour le camp pro-démocratie                                                    | Total pour le camp pro-démocratie                                    | 1 674 083 | 57,10  | 388 |  |  |
|                                   |                                                                                      | Alliance démocratique pour l'amélioration et le progrès de Hong Kong | 492 042   | 16,78  | 21  |  |  |
|                                   | Fédération des syndicats de Hong Kong                                                | 128 796                                                              | 4,39      | 5      |     |  |  |
|                                   | Parti libéral                                                                        | 27 684                                                               | 0,94      | 5      |     |  |  |
|                                   | Alliance des entreprises et des professionnels de Hong Kong                          | 66 504                                                               | 2,27      | 3      |     |  |  |
|                                   | Fédération des cités publiques                                                       | 19 495                                                               | 0,66      | 3      |     |  |  |
|                                   | Table ronde                                                                          | 26 055                                                               | 0,89      | 2      |     |  |  |
|                                   | Nouveau parti du peuple                                                              | 79 975                                                               | 2,73      | 0      |     |  |  |
|                                   | Civil Force                                                                          | 7 164                                                                | 0,24      | 0      |     |  |  |
|                                   | Kowloon West Nouvelle Dynamique                                                      | 3 052                                                                | 0,10      | 0      |     |  |  |
|                                   | Fédération des syndicats de Hong Kong et de Kowloon                                  | 1 734                                                                | 0,06      | 0      |     |  |  |
|                                   | Indépendants pro-pékinois                                                            | 380 529                                                              | 12,98     | 23     |     |  |  |
| Total pour le camp pro-Beijing    | Total pour le camp pro-Beijing                                                       | Total pour le camp pro-Beijing                                       | 1 233 030 | 42,06  | 62  |  |  |
|                                   |                                                                                      | Indépendants et autres                                               | 24 623    | 0,83   | 2   |  |  |
|                                   |                                                                                      |                                                                      |           |        |     |  |  |
| Total                             | Total                                                                                | Total                                                                | 2 931 745 | 100,00 |     |  |  |
|                                   |                                                                                      |                                                                      |           |        |     |  |  |
| Votes valides                     | Votes valides                                                                        | Votes valides                                                        | 2 931 745 | 99,59  |     |  |  |
| Votes invalides                   | Votes invalides                                                                      | Votes invalides                                                      | 12 097    | 0,41   |     |  |  |
| Total                             | Total                                                                                | Total                                                                | 2 943 842 | 100,00 | 452 |  |  |
| Abstentions                       | Abstentions                                                                          | Abstentions                                                          | 1 189 135 | 28,77  |     |  |  |
| Inscrits/Participation            | Inscrits/Participation                                                               | Inscrits/Participation                                               | 4 132 977 | 71,23  |     |  |  |

## Réactions et conséquences
Il s'agit d'une victoire importante pour le camp pro-démocratie, mais il est peu probable que la Chine fasse des concessions. Les résultats sont considérés comme une importante défaite pour le pouvoir chinois,.
Dans un communiqué, le gouvernement de Hong Kong dirigé par Carrie Lam « respecte le résultat des élections » et souhaite « écouter humblement » la population.